# Leopolis Jazz Fest
Leopolis Jazz Fest (лат. Leopolis англ. Jazz Fest, до 2017 року — Alfa Jazz Fest) — джазовий музичний фестиваль, який з 2011 року щороку проходить у Львові в червні. Організація фестивалю проходить за підтримки партнерів. Leopolis Jazz Fest входить до переліку найбільших джазових фестивалів у Європі. The Guardian додав фестиваль до списку найкращих фестивалів Європи.
У 2010 році ініціатором створення фестивалю виступив один із акціонерів Альфа-Банку Україна Михайло Фрідман, який народився у Львові. Засновником та титульним спонсором фестивалю до 2017 року виступав Альфа-Банк Україна (2023 року перейменований на Sense Bank),тому фестиваль мав назву Alfa Jazz Fest.
2017 року фестиваль було перейменовано на Leopolis Jazz Fest (від Леополіс, на честь однієї зі стародавніх назв міста), а керівництво та управління фестивалем передано оргкомітету.  На даний момент всі торгові марки та авторські права належать оргкомітету. Управління фестивалем здійснює команда менеджерів.
Організатор фестивалю: ГО «ЛЕОПОЛІС ДЖАЗ».
18 вересня 2024 року зареєстровано створення юридичної особи Громадської організації «ЛЕОПОЛІС ДЖАЗ». Основним напрямом діяльності Організації є розвиток та популяризація джазового музичного мистецтва в Україні. Засновниками Організації виступила команда фестивалю

## Організація
Фестиваль традиційно проходить на трьох сценах:
- Основна сцена фестивалю в парку Хмельницького — сцена імені Едді Рознера (вхід за квитками)
- Сцена на центральній площі Львова — площі Ринок (вхід вільний)
- Сцена в історичній частині міста — дворик палацу Потоцьких (вхід вільний)

Крім концертів джазових музикантів із різних країн світу, під час фестивалю відбуваються джем-сейшени, майстер-класи та автограф-сесії світових зірок джазу.
Щороку на гала-концерті фестивалю у Львові відбувається вручення Міжнародної музичної премії «Leopolis Jazz Music Awards» ім. Едді Рознера (до 2017 року ― «Alfa Jazz Music Awards»). Премія заснована з метою відзначення музикантів, які зробили вагомий внесок у розвиток джазової музики, а також із метою популяризації джазової музики. Переможець обирається шляхом голосування членами широкого кола експертів, серед яких музичні критики, видатні діячі культури, громадські та державні діячі, журналісти й підприємці з різних країн світу.

## Історія

### 2011
Перший Міжнародний джазовий фестиваль Alfa Jazz Fest відбувся у Львові 3–5 червня 2011 року.
Хедлайнери Alfa Jazz Fest 2011: Spyro Gyra (США), John Scofield (США), Ron Carter (США), Bill Evans Soulgrass (США), Jeff Lorber Fusion Superband (США).

### 2012
1–3 червня 2012 року відбувся другий Міжнародний джазовий фестиваль Alfa Jazz Fest, який відвідали понад 30 000 гостей із різних країн.
Хедлайнери Alfa Jazz Fest 2012: Kenny Garrett (США), Richard Bona Band (Камерун), Cassandra Wilson (США), John Patitucci Trio (США), Gino Vannelli Band (Канада), John McLaughlin the 4th Dimension (Велика Британія).
2012 року в рамках фестивалю вперше відбулося вручення Міжнародної музичної премії «Alfa Jazz Music Award» ім. Едді Рознера. Володарем премії став Джон Маклафлін — легендарний британський гітарист, який грає у стилі джаз-ф'южн.

### 2013
13-16 червня 2013 року у Львові пройшов третій Міжнародний джазовий фестиваль Alfa Jazz Fest.
Хедлайнери Alfa Jazz Fest 2013: Dirty Dozen Brass Band (США); Авішаї Коен (Avishai Cohen) (Ізраїль); Тіль Брьоннер (Till Brönner) (Німеччина); Ел Ді Меола (США); Charlie Haden Quartet West (США); Боббі Макферрін (США).
15 червня 2013 року на гала-концерті відбулась церемонія вручення Міжнародної музичної премії «Alfa Jazz Fest Awards» ім. Едді Рознера. У 2013 році Премію здобув Чарлі Гейден — американський контрабасист, один з найвідоміших джазових музикантів і композиторів, чотириразовий володар нагороди Греммі.

### 2014
Четвертий Міжнародний джазовий фестиваль Alfa Jazz Fest відбувся 12-15 червня 2014 року у Львові. Хедлайнерами були Ларрі Карлтон (Larry Carlton), Ді Ді Бріджуотер (Dee Dee Bridgewater), Еліан Еліаш (Eliane Elias), Miles Electric Band, Лакі Пітерсон (Lucky Peterson), Чарльз Ллойд. Володарем Міжнародної музичної премії «Alfa Jazz Fest Awards» ім. Едді Рознера в 2014 році став Чарльз Ллойд. Церемонія вручення Премії пройшла 14 червня 2014 року.
Фестиваль почався 12 червня, однак був частково скасований у зв'язку з оголошеною в Україні на 15 червня жалобою за загиблими українськими військовими від рук терористів на сході держави. У дні проведення фестивалю його бойкотували, зокрема, активісти кампанії «Не купуй російське!», вказуючи, що «Альфа Банк» — титульний спонсор фестивалю — є російським банком.

### 2015
П'ятий ювілейний джазовий фестиваль «Alfa Jazz Fest» відбувся 25-29 червня 2015 року. За п'ять днів у Львові виступили понад 100 музикантів з 10 країн: Німеччини, Австрії, США, Японії, Швеції, Куби, Франції, Польщі та України. Серед найвідоміших — легенди американського джазу Гербі Генкок, Джордж Бенсон, Вейн Шортер, Майк Стерн, кубинський кларнетист Пакіто Д'Рівера, а також Хіромі, відома джазова піаністка родом з Японії.
Володарем Міжнародної музичної премії «Alfa Jazz Fest Awards» ім. Едді Рознера в 2015 році став Гербі Генкок, американський джазовий піаніст і композитор, володар 14 премій Греммі, один з найвпливовіших джазових музикантів XX століття. Церемонія вручення Премії традиційно пройшла в дні фестивалю у Львові.
Проти проведення фестивалю у Львові протестували представники одного з місцевих рухів бойкоту російського. Вони провели театралізовану акцію-ходу, акцентуючи на тому, що фестиваль фінансує «Альфа-Банк». Примітно, що цього року організатори провели фестиваль без реклами банку.

### 2016
Шостий Міжнародний джазовий фестиваль Alfa Jazz Fest відбувся 24-28 червня 2016 року у Львові. Традиційно на трьох сценах в центрі Львова виступили найкращі джазові виконавці США, Європи та України. Концерти на площі Ринок та біля Палацу Потоцьких були загальнодоступними, а на головну сцену фестивалю у парку культури та відпочинку можна було потрапити за квитками.
Ведучі виконавці (хедлайнери) Alfa Jazz Fest 2016:
Пат Метені (Patrick Bruce Metheny) у складі квартету, до якого входять Антоніо Санчес, Лінда О (Linda Oh) та Гвілім Сімкок, квартет Бренфорда Масаліса (Branford Marsalis) та особли́ві го́сті Курт Елінг, Артуро Сандоваль (Arturo Sandoval) — кубинський джазовий піаніст і трубач, 10 разовий переможець музичної нагороди «Греммі», володарка 5 премій «Греммі» Да́єн Рівз (Dianne Reeves) разом з Peter Martin, Romero Lubambo, Reginald Veal, Terreon Gully, Есперанса Спалдінг (з програмою Emily's D+Evolution) та квартет Ларса Даніельсона.
У рамках фестивалю традиційно пройшла церемонія вручення Міжнародної музичної премії «Alfa Jazz Fest Awards» ім. Едді Рознера. Володарем премії «Alfa Jazz Fest Awards» ім. Едді Рознера в 2016 році став Пат Метені.
Усі бажаючі могли безкоштовно насолоджуватись виступами зірок у пікніковій частині головної сцени фестивалю в Парку культури.
Користувачі сервісу YouTube мали можливість дивитись виступи з головної сцени фестивалю в режимі реального часу.
У День Конституції 28 червня на головній сцені фестивалю виступила Джамала з програмою «The Soul of Jamala». Вперше в історії фестивалю український артист виступив хедлайнерого головної сцени фестивалю.
Також в рамках заходу вдруге пройшов фестиваль вуличної музики Street Music by Alfa Jazz. Для виступу на вуличних майданчиках у Львові організатори запросили індивідуальних виконавців і молоді музичні гурти різних стилів.
«На шостому році Alfa Jazz Fest вийшов на рівень, коли його масштаб вимірюється вже не просто деякою кількістю концертів та людиногодин, проведених музикантами на сцені. Це не просто рядок жирним шрифтом в культурному календарі року. Це доза цілющого відвару, яка додає шансів на нове життя джазовій музиці в країні», шеф-редактор Cultprostir Ігор Панасов — про фестиваль у Львові, який за шість років перетворився у високий замок джазу.
Представники «Економічного бойкотного руху» відмовился бойкотувати фестиваль в обмін на перерахування титульним спонсором, «Альфа-Банком», грошей на благодійність.

### 2017
З 23 по 27 червня 2017 року у Львові пройшов сьомий Міжнародний джазовий фестиваль Leopolis Jazz Fest. Протягом 5 днів на сценах Leopolis Jazz Fest виступило близько 30 колективів.
Серед хедлайнерів Leopolis Jazz Fest 2017: Gordon Goodwin's Big Phat Band — багаторазовий номінант та володар премії Греммі, а також номінант премії за 2016 рік; Concha Buika — іспанська співачка та композитор, неодноразовий номінант Греммі, володарка двох Latin Grammys Awards, у 2017 році номінована на Latin Grammys Awards 2016; Yellowjackets — одна з найкращих у світовому джазі груп електричного джазу, володарі п'яти номінацій і двох премій Греммі; Чайна Мозес — відома американська вокалістка, вона часто виступає з концертами для американського відділення ЮНЕСКО; Грегорі Портер — один з найбільш успішних і популярних виконавців джазу та музики соул, американський співак та композитор, отримав Греммі в 2017 році за альбом «Take Me To The Alley» в категорії «Найкращий джазовий вокальний альбом»; Чучо Вальдес — легендарний кубинський піаніст-віртуоз, володар шести Греммі і трьох Латинських Греммі; «Mare Nostrum» — тріо у складі Paolo Fresu, Richard Galliano, Jan Lundgren; Гербі Генкок — видатний піаніст та композитор, багаторазовий володар різних премій, в тому числі і Греммі; Chick Corea Elektric Band — легендарна група у складі: 22-х кратний володар премії Греммі Чік Коріа на фортепіано та клавішних, Дейв Векл на барабанах, Джон Патітуччі на бас-гітарі, Ерік Маріентал на саксофоні і Френк Гамбале на гітарі.
Також в рамках фестивалю був презентований спільний проект легенд джазу та українських музикантів — ізраїльський джазовий контрабасист, композитор, співак та аранжувальник Авішаї Коен виконав свої п'єси разом з Академічним симфонічним оркестром «INSO-Львів».
Традиційно в 2017 році була представлена широка географія учасників: на фестивалі виступили колективи з Австрії, Великої Британії, Ізраїлю, Іспанії, Італії, Куби, Німеччини, Люксембургу, США, Польщі, Туреччини, України, Франції, Чехії, Швейцарії, Швеції. Всього за 5 дні фестиваль відвідало понад 200 музикантів з 15 країн світу.
Володарем Міжнародної музичної премії «Leopolis Jazz Fest Awards» ім. Едді Рознера в 2017 році став Чучо Вальдес. Церемонія вручення Премії традиційно відбулася в дні фестивалю.
Гостей фестивалю чекали майстер-класи, фотовиставка, джазові кінопокази та численні джеми. Також фестиваль з кожним роком розширює тривалість. Цього разу на Сцені ім. Е. Рознера та на Сцені Ринок концерти відбувалися протягом 5 днів, а на Сцені Потоцьких — 4 дні.
28 червня з концертом, присвяченим Дню Конституції України, на Сцені на площі Ринок виступила відома українська співачка, авторка та виконавиця власних пісень Христина Соловій.
У рамках фестивалю працювало три пікнікові зони із вільним доступом, в яких на великих світлодіодних екранах можна подивитись всі концерти головної сцени ім. Едді Рознера. На вибір гостей були організовані верхня та нижня пікнікові зони, а також найбільша — Jazz Picnic — на території стадіону «Юність» в Парку ім. Б. Хмельницького.

### 2018
З 27 червня по 01 липня 2018 у Львові пройшов восьмий Міжнародний джазовий фестиваль під новою назвою Leopolis Jazz Fest. Протягом 5 днів на трьох міських сценах Львова виступило понад 170 музикантів з 16 країн світу.
Зірками фестивалю Leopolis Jazz Fest 2018 були: Charles Lloyd & the Marvels featuring Bill Frisell, Reuben Rogers, Eric Harland and Greg Leisz — група the Marvels і легендарний американський джазовий музикант-авангардист, саксофоніст, флейтист Чарльз Ллойд, Jamie Cullum — яскравий британський вокаліст, піаніст і композитор, володар премії Ronnie Scotts Jazz Award, R + R = NOW (Reflect + Respond = Now) — проект Роберта Гласпера, володаря трьох премій Греммі, Lee Ritenour and Dave Grusin feat. Melvin Lee Davis and Wes Ritenour — один з провідних фьюжн і джаз-гітаристів, володар Греммі, Лі Рітенаур, і американський композитор, аранжувальник, продюсер, піаніст і керівник оркестру, десятикратний володар премії Греммі, Дейв Грусін, Ahmad Jamal — відомий американський джазовий піаніст, композитор і аранжувальник, Jacob Collier — співак, композитор, аранжувальник і мультиінструменталіст, Mario Biondi — італійський соул-вокаліст, Stefano Bollani — Napoli Trip — віртуозний італійський піаніст, композитор, співак і телеведучий, який виступив з проектом Napoli Trip, Marcus Miller — американський джазовий мультиінструменталіст, композитор, продюсер, аранжувальник, дворазовий володар Греммі.
Також, на сцені Leopolis Jazz Fest виступив Lars Danielsson Group Liberetto III & INSO-Lviv. Гості фестивалю могли спостерігати спеціальну ексклюзивну програму для Leopolis Jazz Fest шведського контрабасиста, бас-гітариста, віолончеліста, композитора і аранжувальника Ларса Даніельссона спільно з Академічним симфонічним оркестром INSO-Львів. На сценах Leopolis Jazz Fest виступили кращі джазові виконавці з різних країн світу, серед яких: США, Велика Британія, Швеція, Україна, Італія, Франція, Австрія, Швейцарія, Ізраїль, Німеччина, Туреччина, Канада, Польща, Данія, Литва, Люксембург.
Володарем Міжнародної музичної премії «Leopolis Jazz Music Awards» ім. Едді Рознера в 2018 році став Ahmad Jamal.
За останні кілька років традицією фестивалю стало проведення концертів популярних українських виконавців до Дня Конституції України. В рамках Leopolis Jazz Fest 2018 28 червня на сцені на пл. Ринок виступила група ONUKA.
1 липня, з нагоди Дня Канади, Посольство Канади в Україні підготувало для гостей фестивалю насичену програму: відвідування Canada House / MaisonduCanada, традиційний сніданок з млинцями, виставку Канадського Будинку, вулична ковзанка для хокею, а також виступи канадських музикантів.
У 2018 році Leopolis Jazz Fest почав співпрацю з USAID. Проект доступності та екологічності фестивалю Leopolis Jazz Fest реалізований за підтримки «Програми сприяння громадської активності» Приєднуйся! ". Під час проведення фестивалю відбулися тренінги для персоналу та волонтерів по доступності фестивалю для людей з інвалідністю та екологічній свідомості.
Фестиваль був забезпечений необхідною інфраструктурою для людей з інвалідністю: окремі платформи біля сцен, пандуси, спеціальні гумові і металеві килими, доступні туалети. Для сприяння екологічній свідомості на Leopolis Jazz Fest були розміщені спеціальні контейнери для сортування та переробки сміття, а для дітей працював дитячий майданчик «Сортуємо разом».
За традицією на фестивалі працювали три пікнікові зони з вільним доступом, в яких на великих світлодіодних екранах можна подивитися всі концерти головної сцени ім. Едді Рознера. Для гостей фестивалю були організовані майстер класи, численні джеми і кінопокази раритетних відео і джазових фільмів, які щорічно готує корифей українського джазового руху Леонід Гольдштейн.

### 2019
З 26 по 30 червня 2019 року у Львові відбувся IX Міжнародний джазовий фестиваль Leopolis Jazz Fest. Протягом 5 днів на сценах Leopolis Jazz Fest виступило близько 300 музикантів з 15 країн світу.
Серед хедлайнерів Leopolis Jazz Fest 2019: Adrien Brandeis — молодий французький джазовий піаніст і композитор з багатьма нагородами; Snarky Puppy, сучасні ф'южн і фанк музиканти, володарі трьох премій Греммі; Etienne Mbappe & the Prophets — відомий камерунський бас-гітарист та композитор; американський композитор, аранжувальник Kenny Barron зі своїм квінтетом; піаніст, мультиінструменталіст, вокаліст, композитор Jon Cleary та його група The Absolute Monster Gentlemen; всесвітньо відомий піаніст і композитор, володар 22 премій Греммі — Чик Коріа з проектом My Spanish Heart Band; американський вокаліст і піаніст Peter Cincotti; одна з найвідоміших британських співачок — Lisa Stansfield.
Сенсацією для гостей фестивалю став виступ відомої канадської співачки та піаністки Даяни Кролл, яка приїхала до України вперше. Разом з нею на сцену вийшов зірковий склад музикантів серед яких: Джо Ловано — один з провідних саксофоністів сучасності, гітарист Марк Рібо, який грає музику в діапазоні від фрі джазу до рок-музики, Robert Hurst — один з провідних джазових контрабасистів, володар 7 нагород Греммі та відомий барабанщик Karriem Riggins.
Незвичайним та захопливим став виступ одного з найвідоміших в світі вокальних імпровізаторів, завдяки якому голос перетворився на музичний інструмент — Bobby McFerrin зі своєю програмою Gimme5 (circlesongs). Концертний зал в парку Богдана Хмельницького перетворився на імпровізований хор, який налічував близько 80 осіб.
Володарем музичної премії «Leopolis Jazz Music Awards» ім. Едді Рознера в 2019 році став Kenny Barron.
Для гостей та жителів Львова працювали дві сцени у центрі міста з вільним доступом — на площі Ринок та у дворі Палацу Потоцьких. Концерти відбулися за участі провідних європейських груп та колективів з Австрії, Данії, Ізраїлю, Італії, Литви, Люксембургу, Німеччини, Туреччини, Угорщини, Франції та Швейцарії. Більшість виступів на цих сценах традиційно пройшли за підтримки посольств та інститутів.
Для гостей фестивалю працювали дві безкоштовні пікнікові зони, де на великих світлодіодних екранах транслювалися концерти головної сцени ім. Едді Рознера (пікнікова зона на головній алеї парку за підтримки компанії «Київстар» та Jazz Picnic на території стадіону «Юність» в парку ім. Богдана Хмельницького). На гостей традиційно чекала дуже насичена програма: ярмарок сувенірів, розваги для дітей з інтерактивною зоною, майстер-класами та каруселлю, фуд-корти, концерти переможців фестивалю вуличної музики.
28 червня, у День Конституції України, на Сцені на площі Ринок виступив ТНМК, Схід-Side і біг-бенд Денніса Аду з ексклюзивним шоу «Jazzy DeLuxe».
Традиційно в рамках Leopolis Jazz Fest відбулися майстер-класи для музикантів та слухачів у Львівській національній музичній академії імені Миколи Лисенка.
Вперше на фестивалі найбільша платформа українських брендів — Всі. Свої — представила окрему «територію подарунків» у зоні Jazz Picnic.

### 2020
Проведення ювілейного Х фестивалю було заплановано на 25-29 червня 2020 року у Львові. Згодом, через масштабне поширення та пандемію коронавірусної хвороби COVID-19 в Україні та світі, було прийнято рішення про перенесення фестивалю на наступний рік.

### 2021
Десятий фестиваль Leopolis Jazz Fest відбувся 24-28 червня 2021 року. Протягом 5 днів на сценах Leopolis Jazz Fest виступило близько 200 музикантів з 18 країн світу.
Хедлайнери Leopolis Jazz Fest 2021: Seal, Chris Botti, Avishai Cohen Trio «Arvoles», Kamasi Washington, Jazz at Lincoln Center Orchestra with Wynton Marsalis, Jan Lundgren, Harold López-Nussa, Itamar Borochov, Kathrine Windfeld, Pianoбой.
Переможцем глядацького голосування став молодий львівський гурт SECRET FORÉST.
Для гостей та жителів Львова працювали дві сцени у центрі міста з вільним доступом — на площі Ринок та у дворі Палацу Потоцьких. Концерти відбулися за участі провідних європейських груп та колективів з Австрії, Італії, Іспанії, Литви, Люксембургу, Німеччини, Польщі, Туреччини, Франції, Швеції та Швейцарії. Більшість виступів на цих сценах традиційно пройшли за підтримки посольств та інститутів.
Фестиваль пройшов з дотриманням всіх карантинних норм: кількість гостей у партері та пікнікових зонах була значно скорочена; для контролю кількості людей, вхід у пікнікові зони здійснювався за квитками з символічною вартістю; всі гості фестивалю, які купили квитки, а також музиканти, оргкомітет та підрядні організації проходили обов'язкове тестування на коронавірус.
Цього року для гостей фестивалю працювали три пікнікові зони, де на великих світлодіодних екранах транслювалися концерти головної сцени ім. Едді Рознера. Найбільша пікнікова зона традиційно розташовувалась на території стадіону «Юність» в парку ім. Богдана Хмельницького. Також комфортно розміститися можна було у пікніковій зоні Київстар біля нижнього входу до парку. Біля верхнього входу до парку знаходилась пікнікова зона Старопрамен.
Володарем міжнародної музичної премії «Leopolis Jazz Music Awards 2021» став Wynton Marsalis.
В дні фестивалю у Львові традиційно відбулися майстер-класи для музикантів та слухачів у Львівській національній музичній академії імені Миколи Лисенка.

### Подальші фестивалі
Проведення одинадцятого фестивалю було заплановане на 24-28 червня 2022 року. Разом з тим, через повномасштабне вторгнення Росії проведення фестивалю було відтерміновано на невизначений термін.

### 2022/2023
Фестиваль скасовано через повномасштабне вторгнення РФ до України війною росії проти України. До Міжнародного дня джазу 2023 було організовано благодійний онлайн-показ концерту Lars Danielsson Group Liberetto III & INSO-Lviv з Leopolis Jazz Fest 2018; 
У традиційні дні фестивалю (останній вікенд червня) у 2023 році пройшли благодійні онлайн-трансляції Leopolis Jazz Weekend, де кожен глядач міг здійснити благодійний внесок через платформу UNITED24.